# Willy-Brandt-Platz (Wuppertal)

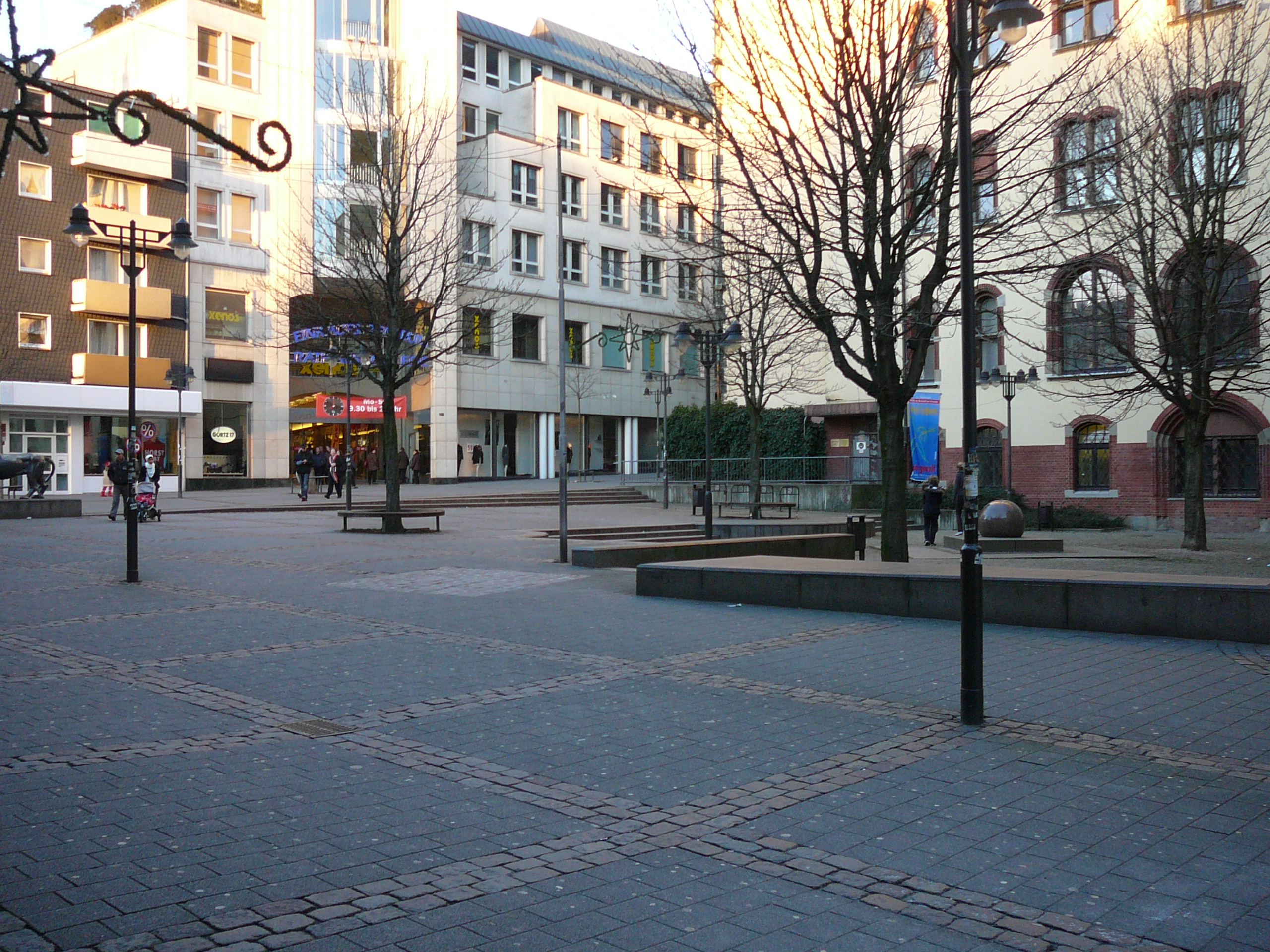
Willy-Brandt-Platz, 2008

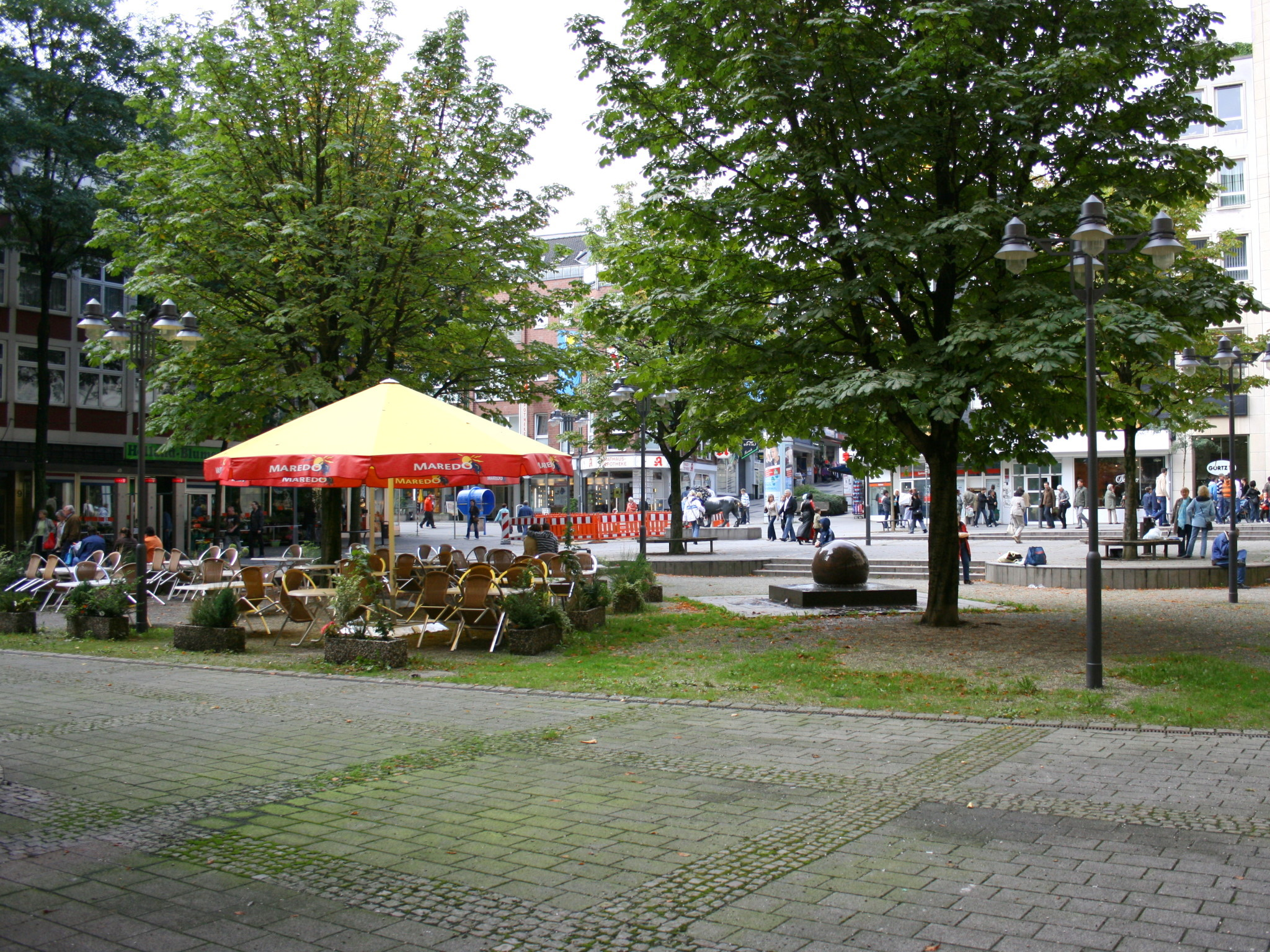
Willy-Brandt-Platz

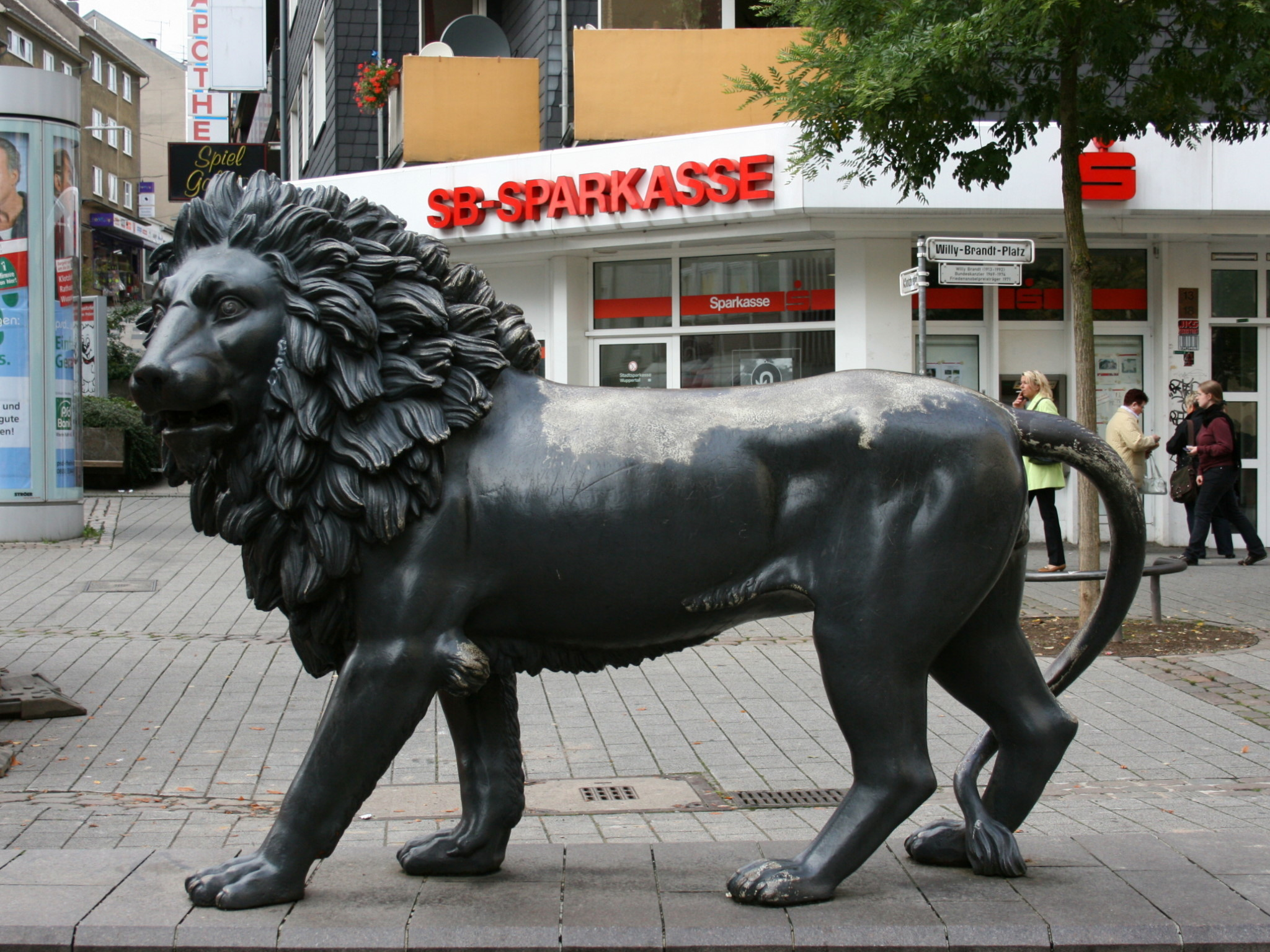
Bergischer Löwe von Christian Daniel Rauch

Der Willy-Brandt-Platz ist ein innerstädtischer Platz im Stadtteil Elberfeld in der nordrhein-westfälischen Großstadt Wuppertal.
Am 30. Mai 1994 wurde der bisher namenlose Platz nach Willy Brandt benannt. Bei der Einweihung waren die Straßenschilder mit „Willi-Brandt-Platz“ beschriftet („i“ anstelle von „y“ im Vornamen), weswegen noch heute der Name oft falsch geschrieben wird.

## Lage und Beschreibung
Der Platz befindet sich im Wohnquartier Elberfeld-Mitte im Bereich der Fußgängerzone westlich des Elberfelder Rathauses an der Kreuzung Klotzbahn/Kleine Klotzbahn. Nördlich des Platzes befindet sich der Haupteingang zu der Rathaus-Galerie. Gegenüber befindet sich der barrierefreie Zugang zum Verwaltungsgebäude („Rathaus“) Elberfeld.
Auf dem Willy-Brandt-Platz befindet sich heute die Skulptur (Eisenguss) des Bergischen Löwen, des Wahrzeichens Elberfelds, nach einem Entwurf des Bildhauers Christian Daniel Rauch aus dem Jahre 1833. Die ursprünglich zwei Löwen wurden vor dem Gebäude des Alten Elberfelder Rathauses (heute Von der Heydt-Museum) aufgestellt. Wegen des zunehmenden Verkehrs wurden sie 1877 von diesem Standpunkt entfernt und vor dem Eingang der 1887 neueröffneten Badeanstalt Brausenwerth wieder aufgestellt. Bei dem Angriff auf Elberfeld im Zweiten Weltkrieg, bei dem die Badeanstalt zerstört wurde, wurde einer der Löwen leicht beschädigt. Bei der Demontage des anderen wurde dieser so zerstört, dass eine Wiederverwendung nicht mehr möglich war. Von den leicht beschädigten und den, in privater Aktion, geretteten Löwen wurden 1965 Gipsabdrücke hergestellt und als Bronzefiguren neu geschaffen. Diese wurde 1967 vor der Reichsbahndirektion Elberfeld aufgestellt. Der ursprüngliche Löwe galt einige Zeit als verschollen und wurde nach seiner Auffindung mit Hilfe von Spendengeldern zwischen 1993 und 1994 restauriert und auf dem Platz aufgestellt.
Der Neue Döppersberger Brunnen, der 1989 in der Straße Alte Freiheit errichtet wurde, musste im Jahre 2000 beim Bau der City-Arkaden an dortiger Stelle entfernt werden und wurde in etwas abgeänderter Form auf dem Willy-Brandt-Platz neu wiedererstellt. Er besteht aus einer Granitkugel, die sich auf einem Wasserfilm dreht.
Der Platz ist umgeben von zahlreichen Einzelhandelsgeschäften. In den Sommermonaten gibt es eine Außengastronomie. Ferner wird der Platz gelegentlich für Festivitäten genutzt. So findet hier beispielsweise ein Teil des Elberfelder Weihnachtsmarktes statt.